# Corvus albus

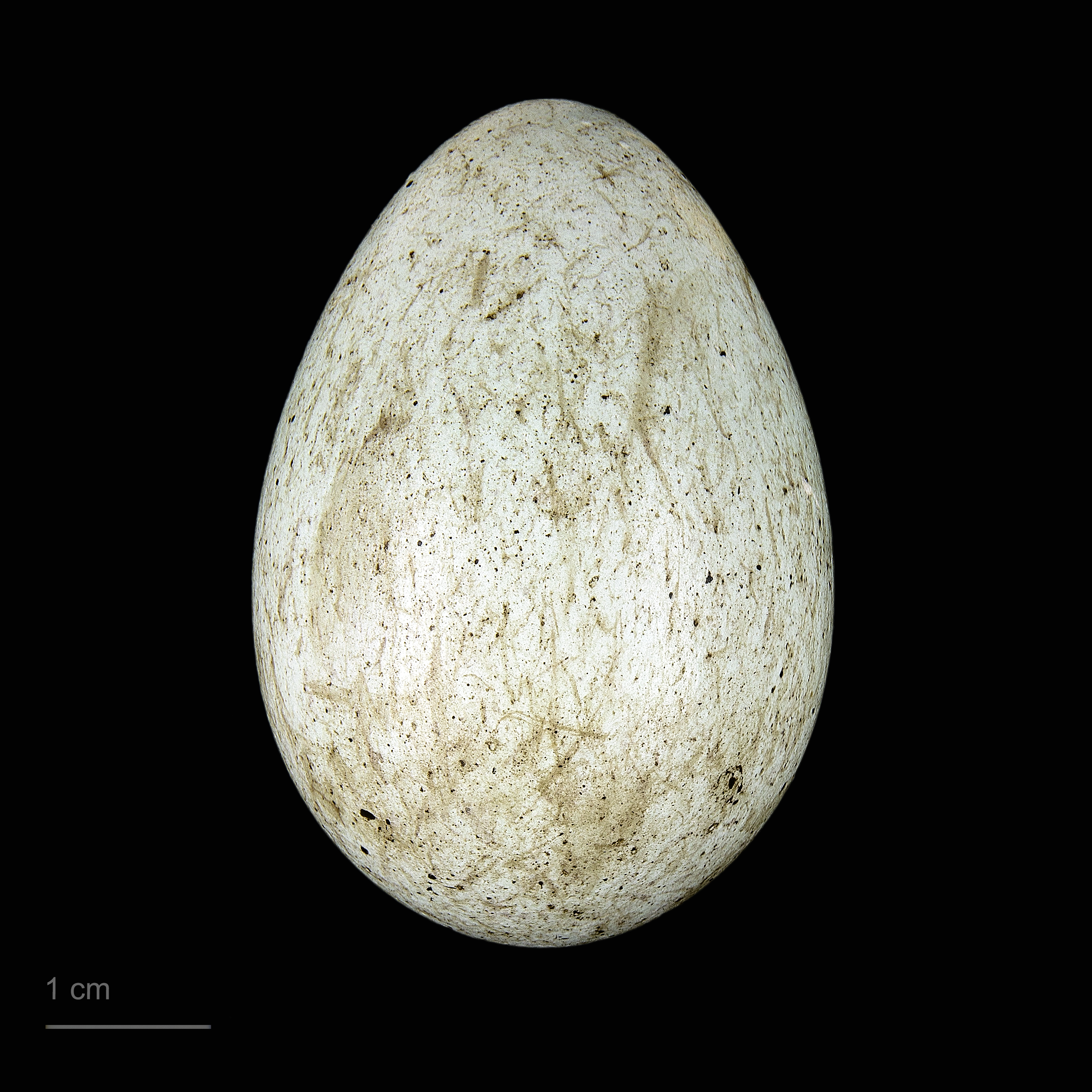
Corvus albus - MHNT

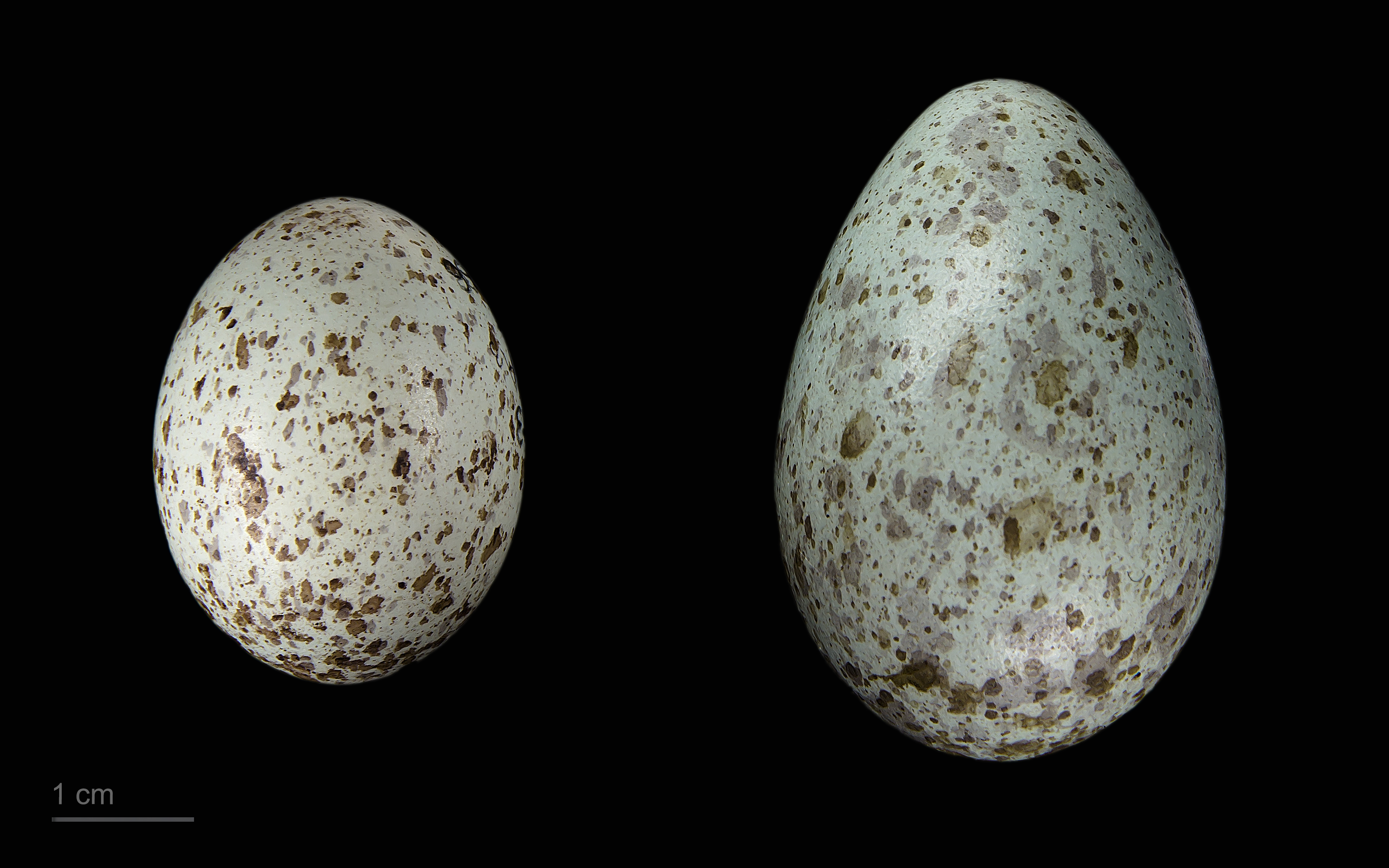
Clamator glandarius en un nido de Corvus albus - MHNT

El cuervo pío (Corvus albus) es una especie de ave paseriforme de la familia Corvidae ampliamente distribuida por el África subsahariana. Posee un tamaño similar, o ligeramente mayor, al de las cornejas europeas.